# Kioloa
Kioloa är en ort i Australien. Den ligger i kommunen Shoalhaven Shire och delstaten New South Wales, i den sydöstra delen av landet, omkring 200 kilometer söder om delstatshuvudstaden Sydney. Antalet invånare är 194.
Trakten är glest befolkad. Närmaste större samhälle är Benandarah, omkring 15 kilometer sydväst om Kioloa. Genomsnittlig årsnederbörd är 1 370 millimeter. Den regnigaste månaden är mars, med i genomsnitt 189 mm nederbörd, och den torraste är juli, med 28 mm nederbörd.